# 花地瑪堂區

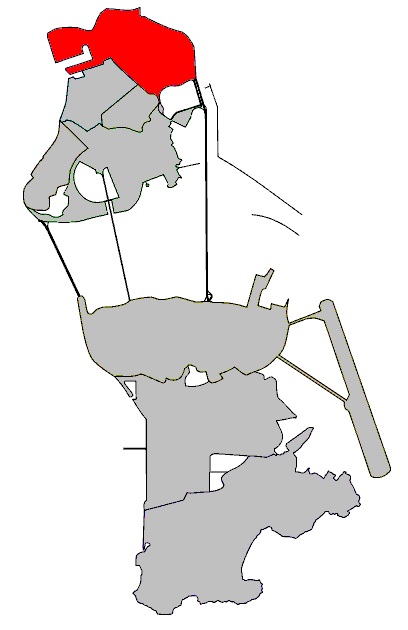
澳門花地瑪堂區位置

花地瑪堂區（葡萄牙語：Freguesia de Nossa Senhora de Fátima）是澳門七堂區及澳門半島五堂區之一。位於澳門半島最北面，又稱澳門北區，位於聖安多尼堂區和望德堂區的東北面，是澳門半島五個堂區中面積第二大的堂區，僅次於大堂區。本堂區的土地大部分由填海所得。面積達3.2平方公里（佔澳門半島34.4%），人口約246,600（佔全澳門人口37.8%，目前為澳門最高人口堂區。），人口密度約68,500人每平方公里（澳門第二高人口密度堂區，僅次於聖安多尼堂區）。花地瑪堂區原來為農地，於1970年代開始發展成住宅及工業區。

## 歷史
花地瑪堂區較其他堂區開發得最遲，過去一直是以農牧業為主的郊區，平民房屋也多集中於此。花地瑪堂區的平地原來為農地，隨著澳門的經濟迅速發展，於1970年代開始已逐漸發展成住宅及工業區，現時已成為住宅及工業區，主要行業有紡織、製衣、塑膠、玩具、皮革、電子、電力等等，全澳41%的工業場所均集中於此區。本區北接珠海，也成為來往澳門與內地陸路交通的主要通道。近年在青洲西岸填海興建珠澳跨境工業區澳門園區。
花地瑪聖母堂始建於1929年，是澳門較為“新”的天主堂。教堂由聖安多尼堂主任司鐸蒙神父（Jose Antonio Augusto Monteiro）應當時教友所需而興建，建立之初是附屬於聖安多尼堂區的一個傳教中心。
直至1960年代，大量人口從中國內地湧入澳門，北區人口激增，教會因應需要，將花地瑪傳教區升格。行政當局在聽取了時任澳門教區主教戴維理（Paulo José Tavares)的提議後，認為有需要將當時各行政堂區的區劃，與現行以及教會計劃把1929年創立的花地瑪傳教區升格為宗教堂區的區劃一致。為此，行政當局民政廳在1965年4月10日發出訓令，組成一個由澳門市政廳局長擔任主席、澳門教區兩名代表、澳門市政廳和工務運輸廳各一名代表為成員的委員會，研究新的澳門半島行政堂區劃分。1965年8月7日行政當局頒佈第1676號立法性法規，將原來澳門的3個行政堂區，擴充為5個，即風順堂區、大堂區、望德堂區、花王堂區和花地瑪堂區。至此，花地瑪堂區正式成立。教堂的建設，以及隨後升格為堂區，印證了當地社區從組織鬆散到嚴密的發展歷程。
本堂區南面望廈山、螺絲山及馬交石一帶為天然土地，西北面的青洲山原為澳門半島對出一個孤懸海面的小島。關閘馬路則是由西江沙泥沖積而成的狹窄沙隄，古稱蓮花莖。
天然土地只占本堂區的四分之一左右的面積，其餘土地皆為填海所得。1890年，澳葡政府築海堤使青洲山與半島連成一體。
此外，因應港珠澳大橋開通，於2018年3月15日凌晨零時起，珠澳口岸人工島上75公頃的澳門口岸區，正式由珠海市香洲區劃歸澳門花地瑪堂區，使本堂區面積相應增加。

## 下分地域
花地瑪堂區包括以下地方：
- 青洲
- 台山
- 關閘
- 馬場、黑沙環、祐漢新村（合稱“馬黑祐”）
- 望廈
- 筷子基
- 慕拉士
- 港珠澳大橋澳門口岸
- 新城A区

## 景點
- 關閘
- 普濟禪院
- 望廈聖方濟各堂
- 澳門林則徐紀念館
- 紀念孫中山市政公園（又名 鴨涌河公園）